# 高文瑞
高文瑞（1894年7月3日—1977年5月5日），字逸貞。日治時期曾取名高本晃瑞。臺南縣將軍鄉（今臺南市將軍區）漚汪人。臺南地區政界及教育界人士，日治時期曾任佳里街街長，戰後擔任第一任臺南縣縣長，在臺南縣地方派系上屬於「海派」。

## 早年生平
高文瑞於光緒二十年（1894年）7月3日出生。父系祖先祖籍中國山東渤海，明末隨延平郡王來臺，定居將軍。父親高瑞雲（1856-1917）務農為業，為漚汪地方重要領袖，日治時期曾出任漚汪堡區長。高瑞雲娶了四個老婆，母高李詠為後港望族，與高瑞雲生下高文瑞、高清分（曾任漚汪庄庄助役、將軍信用組合長、將軍庄長等職）二子。
高文瑞於明治四十五年（1912年）3月自蕭壠公學校畢業，進入台灣總督府國語學校師範部。大正五年（1916年）從台灣總督府國語學校畢業。
畢業後高文瑞曾歷任學甲公學校及蕭壠公學校訓導，後升為教喻。曾出任臺灣製藥株式會社專務取締役（專務董事）。

## 地方公職
大正十三年（1924年）高文瑞出任佳里庄助役（相當於副鄉長），同時被任命為庄協議會副議長。
昭和三年（1928年）任佳里庄長，昭和八年（1933年）佳里庄升格為佳里街時，高文瑞出任首任街長。除擔任街長外，也同時擔任佳里庄農事改良組合長、嘉南大圳實行小組聯合會長、臺南州農會佳里庄代表等職。

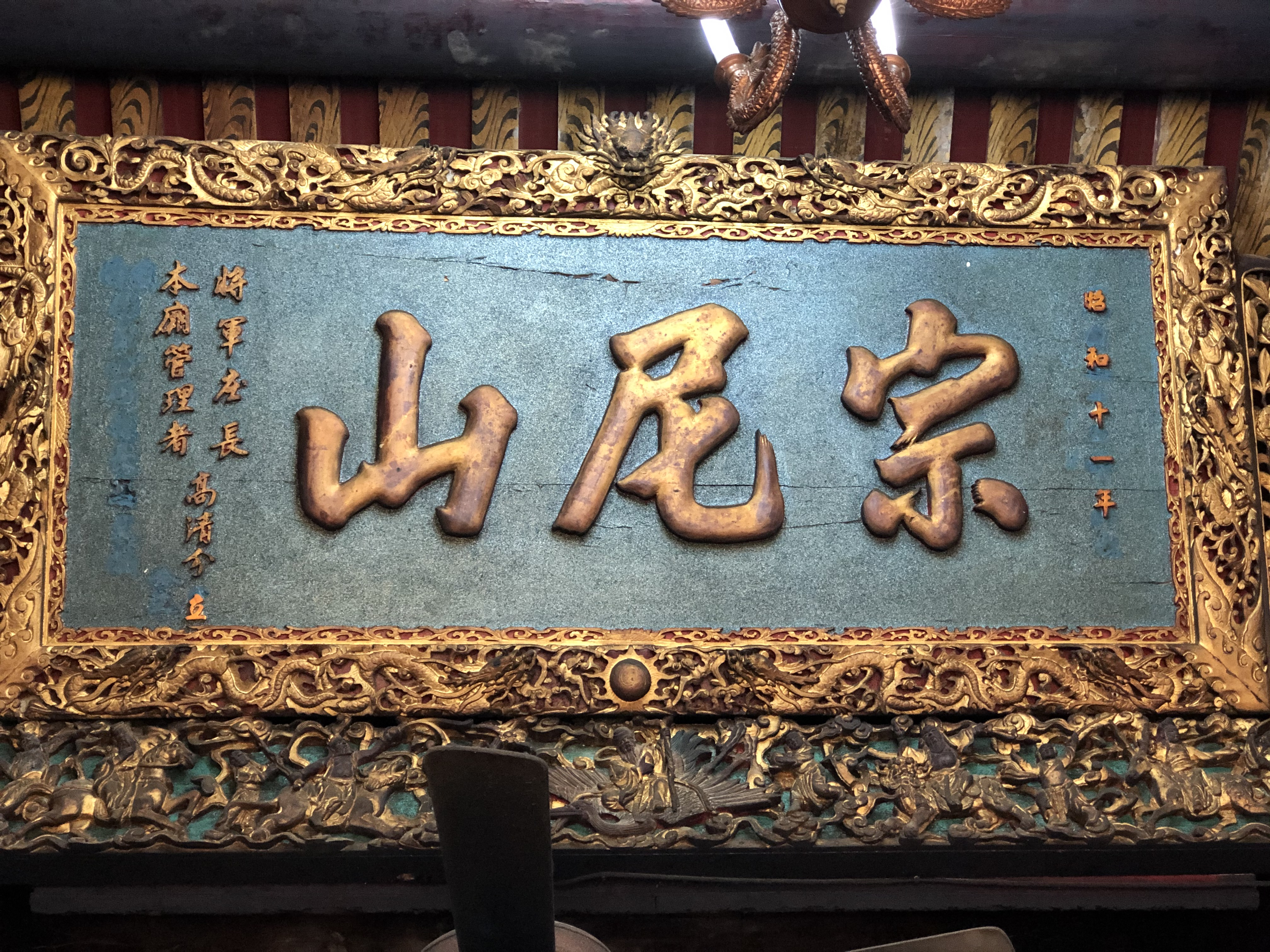
漚汪文衡殿「宗尼山」匾，昭和十一年（1936年）立。當時獻匾者還有「佳里街長高文瑞」。戰後在「去日本化」政策下剔除「昭和十一年」改為「民國二十五年孟秋」，高文瑞任第二任臺南縣長時再修匾為「台南縣第二屆縣長高文瑞」立款，1971年再修匾。直到2005年文化意識抬頭，才將上匾修回「昭和十一年」，下款僅保留「將軍庄長 本廟管理者高清分立」字樣

昭和十一年（1936年），高文瑞與高清分、高文旦等人「呈奉上峰許可」（日本政府同意），取得漚汪文衡殿募款許可證明，總計「募金1萬2000圓」，然後合「廟產3000圓」，於翌年（1937年）梅月（農曆四月）動工，至昭和十三年（1938年）花月（農曆二月）峻工落成。:384
吳新榮在1930年代的日記中，將高文瑞視為佳里地方政治的「舊派=元老派=街長派（文瑞派）」。與吳新榮代表的「新派=青年派=鹽分地帶派（新榮派）」對立。然而由於「街長派」陣營是以日本人協議會員的「元老」和官選議員為核心，在佳里街協議會上人數超過「青年派」且精於實務，因此吳新榮等「青年派」在街協議會中，只能順應「街長派」的意見。也使吳新榮迅速對街協議會失去熱誠。:214
昭和十六年（1941年）10月，高文瑞申請改日本名「高本晃瑞」。同年，高文瑞辭職佳里街長。在戰後國民黨豢養的《中華日報》稱辭職理由是「日軍發動太平洋戰爭，那時地方正遭水患，日吏不恤民命，橫徵暴斂，先生據理反映，建議減輕稅賦，解決民困，因與日吏衝突，憤而辭職」。
辭職後高文瑞「退隱田莊，以讀歷代聖賢及諸子百家書籍，並精研三民主義，奠定報效祖國根基，民族意識與高超志節，表露無遺。」

## 戰後

### 戰後初期
戰後高文瑞曾任北門家政學校及北門農校校長，並參與創辦北門中學，出任首任校長。1950年出任台南縣（包括今雲嘉南）曾文區（原日治時期曾文郡）區長，也奠定其在北門區、曾文區的政界及教育界基礎。:7

### 臺南縣縣長時期
1951年，高文瑞出馬角逐第一屆民選臺南縣縣長選舉，獲臺南地方派系「海派」包括參議會議長陳華宗、工業矩子龔聯禎等人的支持，:8而且有臺南縣出身的吳三連、黃朝琴大力聲援。:164在4月15日選舉中，以106,631票，50.08%得票率擊敗臺南縣政府財政科長高錦德（高育仁之父）、縣參議會主任秘書蔡愛仁（蔡愛智長兄）等強敵當選臺南縣長，6月1日就職。
在日治時期與其對立的吳新榮也在選舉中表態支持高文瑞。
1954年4月的第二屆臺南縣縣長選舉中，高文瑞面對中國青年黨的黃千里（六甲鄉出身，曾任臺北市自來水廠廠長）挑戰，黃千里以結合新營、新化、新豐、善化對抗「北門派」為號召。最後高文瑞以129,668票，56.00%得票率，擊敗連任。:111957年卸任。
第二期縣長任內，發生縣府福利社出納林清藤捲款公款四十七萬元潛逃的事件，導致全縣三千多名公教人員的油鹽實務代金沒有著落。林清藤最終被捕判刑，雖然該事情與高文瑞並無關連，但高文瑞仍被批「用人不當」。:165

## 卸任後
高文瑞卸任後，遷出縣長官舍住在新營鎮（今新營區）。:166後因天仁工商校長吳石山校長逝世，高文瑞於1960年出任天仁工商校長，直到1975年8月退休卸任。遷居於高雄市。:166
1977年5月5日下午三時，高文瑞因病逝世於高雄寓所。5月28日上午九時移靈高雄市鼓山區明誠中學後面廣場設奠，九時三十分家祭、十時十分起公祭後安葬。

## 家庭
- 高文瑞妻子林氏朕，明治三十四年（1901年）生。為麻豆林文敏家族林嘯瀛次女。林嘯瀛在日治時期曾任壯丁團長、保正。
- 高文瑞次男高宗仁，1928年（昭和三年）生。曾任國民大會代表、國民黨嘉義縣及高雄縣黨部主委。2009年3月逝世。[11]